# Eva Sandoval
Eva Sandoval Diez (León, 1982) es una musicóloga y divulgadora musical española. Su tarea principal la desarrolla desde 2008 en Radio Clásica, emisora de música clàsica de Radio Nacional de España, y de la que en 2025 asumió la dirección.

## Trayectoria
A los ocho años empezó a estudiar piano y solfeo.En 2000, obtuvo el título de Grado Medio de Piano por el Conservatorio Profesional de León y, en el año 2005, el Superior de Musicología por el Conservatorio Superior de Música de Salamanca, y la licenciatura en Ciencias Ambientales, en la Universidad de Salamanca.
En 2006, marchó a Madrid para cursar Estudios Avanzados en el Departamento de Musicología de la Universidad Complutense de Madrid cuya diplomatura consiguió en 2011. Lo compaginó con el trabajo en la Biblioteca del Palacio Real, como catalogadora de los fondos musicales manuscritos de Patrimonio Nacional, hasta 2008.
Ya como divulgadora musical, fue Jefa de Sección en la revista Audio Clásica (2007-2009) y en 2008 entró a trabajar en Radio Clásica, emisora de RNE, donde ha presentado y dirigido o codirigido programas como Té para tres,Café Zimmermann ,Grandes Ciclos, Música viva, Estudio 206, o El café de Mimí.También ha colaborado en espacios de otras emisoras de RNE, como en No es un día cualquiera.
En televisión presenta desde 2009 Los conciertos de La 2 (TVE) y también ha colaborado en las retransmisiones de óperas en El palco (La 2).
Compagina su trabajo audiovisual con colaboraciones de divulgación en revistas como Ritmo o Excelentia, y entidades, como la Fundación La Caixa,en ABAO Bilbao Ópera,la Fundación ORCAM, de la Comunidad de Madrid, o la Fundación Monteleón, de León.
Además, escribe notas en programas de conciertos para el Teatro Real de Madrid, el Gran Teatro del Liceo de Barcelona, la Orquesta Sinfónica de Tenerife, la Orquesta Ciudad de Granada o la Escuela Superior de Música Reina Sofía, entre otras instituciones.
Ha colaborado con la Orquesta y Coro Nacionales de España en proyectos divulgativos.Ha presentado conciertos para escolares en la Fundación Caja Madridy el Centro Nacional de Difusión Musical. Y ha sido profesora invitada en la Universidad Complutense de Madrid, donde recibió parte de su formación, y la Universidad de La Rioja.
Formó parte del jurado de los Premios Ópera XXI, de la Asociación de Teatros, Festivales y Temporadas Estables de Ópera de España, y de las Becas Leonardo de la Fundación BBVA. Desde 2022 es patrona de la Fundación Cañada Blanch, que promociona la educación y la cultura, en Valencia.
En 2025, es nombrada directora de Radio Clásica.

## Vida personal
Está casada con el compositor y director de orquesta Nacho de Paz y tienen una hija.